# Gastropatia wrotna

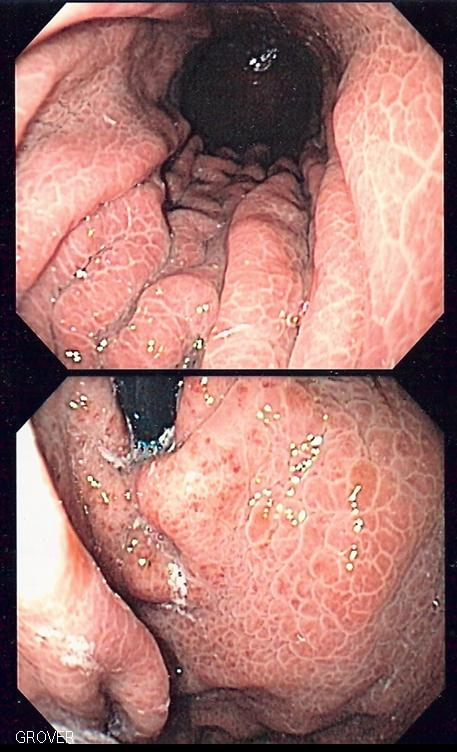
Endoskopowy obraz gastropatii wrotnej

Gastropatia wrotna, dawniej: gastropatia zastoinowa – schorzenie często pojawiające się w przebiegu nadciśnienia wrotnego. Powstanie krążenia obocznego powoduje zastój krwi w śluzówce żołądka, prowadzący do jej uszkodzenia. W efekcie dochodzi do przewlekłych krwawień, a często do zagrażających życiu krwotoków. Podobnym stanem, również związanym z nadciśnieniem wrotnym, są antralne poszerzenia naczyniowe.